# Ли Июнь
Ли Июнь (кит. 李翊云, англ. Yiyun Li; род. 4 июня 1972, Пекин) — американская писательница китайского происхождения.

## Биография
Ли Июнь родилась в 1972 году в семье физика-ядерщика и учительницы. Закончила Пекинский университет, получила степень бакалавра (1996). По стипендии приехала в США, получила степень магистра в Айовском университете, специализировалась на иммунологии, а также магистерские степени по литературному мастерству (нон-фикшн и фикшн). Начала печатать рассказы и эссе в журналах The New Yorker, The Paris Review. В 2005 году выпустила первую книгу новеллистики, хорошо встреченную критикой и отмеченную несколькими премиями. Главный редактор нью-йоркского журнала A Public Space.
С мужем и двумя сыновьями живёт в Окленде, преподает в Калифорнийском университете в Дэвисе и в Lewis Center for the Arts Принстонского университета.

## Книги
- Тысяча лет благих молитв/ A Thousand Years of Good Prayers. Random House, Inc., 2005 (Международная премия Фрэнка о’Коннора за рассказ, премия ПЕН-Центра и Фонда Хемингуэя, премия газеты The Guardian за первую книгу, Калифорнийская книжная премия за дебютную книгу прозы; исп., итал., яп. пер. 2007, греч. пер. 2010, фр., нем., пол., вьетн. пер. 2011, дат. пер. 2013)
- Бродяги/ The Vagrants. Random House, 2009 (Калифорнийская книжная премия, короткий список Дублинской литературной премии;нем. пер. 2009, фр., исп., катал., итал., пол., дат., яп. пер. 2010, вьетн. пер. 2011)
- Золотой мальчик, изумрудная девочка/ Gold Boy, Emerald Girl. Random House, 2010 (финалист The Story Prize, короткий список Международной премии Фрэнка О’Коннора; дат., голл. пер. 2011)
- Добрее одиночества/ Kinder Than Solitude. Random House, 2014 (голл. пер. 2014, рус. пер. 2018)
- Книга гусыни/ The Book of Goose, 2022 (рус. пер. 2025)

## Признание
В 2007 была названа журналом Гранта среди 20 лучших молодых прозаиков Америки. Стипендия Мак-Артура (2010). Премия Американской академии искусства и литературы (2014, ). Книги писательницы переведены на многие языки мира, включая китайский, японский, вьетнамский, иврит.